# Fröjereds församling
Fröjereds församling är en församling i Falköpings och Hökensås kontrakt i Skara stift. Församlingen ligger i Tidaholms kommun i Västra Götalands län och ingår i Tidaholms pastorat. 

## Administrativ historik
Församlingen har medeltida ursprung. I början av 1500-talet införlivades Orleka församling.
Församlingen var till 1998 moderförsamling i pastoratet till Fröjered, Korsberga och Fridene för att därefter ingå i Tidaholms pastorat.

## Kyrkor
- Fröjereds kyrka